# GPT-3
Generative Pre-Training Transformer 3 (GPT-3) (Transformador generativo pré-treinado 3) é um modelo de linguagem autorregressivo que usa aprendizagem profunda para produzir texto semelhante ao humano. É o modelo de previsão de linguagem de terceira geração da série GPT-n (e o sucessor do GPT-2) criado pela OpenAI, um laboratório de pesquisa de inteligência artificial com sede em San Francisco. A versão completa do GPT-3 tem capacidade para 175 bilhões de parâmetros de aprendizado de máquina. Introduzida em maio de 2020 e estava em teste beta em julho de 2020, essa versão é parte de uma tendência em sistemas de processamento de linguagem natural (PNL) de representações de linguagem pré-treinadas. Antes do lançamento do GPT-3, o maior modelo de linguagem era o Turing NLG da Microsoft, lançado em fevereiro de 2020, com capacidade para 17 bilhões de parâmetros – menos de um décimo do GPT-3.
A qualidade do texto gerado pelo GPT-3 é tão alta que é difícil distingui-lo daquele escrito por um humano, o que tem benefícios e riscos. Trinta e um pesquisadores e engenheiros da OpenAI apresentaram o artigo original em 28 de maio de 2020 apresentando o GPT-3. Em seu artigo, eles alertaram sobre os perigos potenciais da GPT-3 e pediram pesquisas para mitigar o risco. David Chalmers, um filósofo australiano, descreveu o GPT-3 como "um dos sistemas de IA mais interessantes e importantes já produzidos".
A Microsoft anunciou em 22 de setembro de 2020 ter licenciado o uso "exclusivo" do GPT-3: ainda se pode usar a API pública para receber os resultados do modelo, mas apenas a empresa tem acesso ao código-fonte do GPT-3.
Uma review de abril de 2022 no The New York Times descreveu as capacidades do GPT-3 como sendo capaz de escrever prosa original com fluência equivalente à de um humano.

## Treinamento
| Conjunto de Dados | Quantidade (Tokens) | Proporção Total |
| ----------------- | ------------------- | --------------- |
| Common Crawl      | 410 bilhões         | 60%             |
| WebText2          | 19 bilhões          | 22%             |
| Livros1           | 12 bilhões          | 8%              |
| Livros2           | 55 bilhões          | 8%              |
| Wikipédia         | 3 bilhões           | 3%              |

### GPT-3.5
Em 15 de março de 2022, a OpenAI disponibilizou novas versões do GPT-3 e Codex em sua API sob os nomes "text-davinci-003" e "code-davinci-002". Esses modelos foram descritos como mais capazes do que as versões anteriores. Em 30 de novembro de 2022, a OpenAI começou a se referir a esses modelos como pertencentes à série "GPT-3.5", e lançou o ChatGPT, a qual foi realizado o Fine Tuning a partir de um modelo da série GPT-3.5.
As melhorias do modelo GPT 3.5 na compreensão linguística e na análise de contexto melhoraram significativamente a qualidade do conteúdo gerado, tornando-o uma ferramenta valiosa para uma ampla variedade de aplicações. No entanto, apesar desses avanços, foram desenvolvidas várias ferramentas de detecção de IA que podem  discernir se o conteúdo é escrito por um IA ou por um humano. Esses detectores exploram sutis padrões no uso da linguagem, na estrutura das frases e em nuances estilísticas que os modelos de IA, incluindo o GPT-3.5, tendem a exibir. Essa capacidade de detecção ressalta a importância da transparência no uso de IA, garantindo a discernibilidade entre o conteúdo gerado por humanos e o conteúdo gerado por IA.

## Contexto
De acordo com a revista The Economist, algoritmos aprimorados, computadores poderosos e um aumento nos dados digitalizados impulsionaram uma revolução no aprendizado de máquina, com novas técnicas na década de 2010 que resultaram em "melhorias rápidas nas tarefas", incluindo a manipulação da linguagem. Os modelos de software são treinados para aprender usando milhares ou milhões de exemplos em uma "estrutura ... vagamente baseada na arquitetura neural do cérebro". Uma arquitetura usada no processamento de linguagem natural (PNL) é uma rede neural baseada em um modelo de aprendizado profundo, apresentado pela primeira vez em 2017 - o Transformer. Os modelos GPT-n são baseados nessa arquitetura de rede neural de aprendizado profundo. baseada em Transformer. Existem vários sistemas de PNL capazes de processar, minerar, organizar, conectar, contrastar, compreender e gerar respostas para perguntas.
Em 11 de junho de 2018, pesquisadores e engenheiros da OpenAI publicaram seu artigo original sobre modelos generativos, modelos de linguagem e sistemas de inteligência artificial que poderiam ser pré-treinados com um enorme e diversificado corpus de texto por meio de conjunto de dados, em um processo que eles chamaram de pré-treinamento generativo (GP). Os autores descreveram como os desempenhos de compreensão da linguagem no processamento de linguagem natural (PLN) foram melhorados no GPT-n através de um processo de "pré-treinamento generativo de um modelo de linguagem em um corpus diversificado de texto não rotulado, seguido de ajuste discriminativo em cada tarefa." Isso eliminou a necessidade de supervisão humana e de rotulagem manual demorada.
Em fevereiro de 2020, a Microsoft apresentou o Turing Natural Language Generation (T-NLG), que foi considerada o "maior modelo de linguagem já publicado em 17 bilhões de parâmetros". Ele teve um desempenho melhor do que qualquer outro modelo de linguagem em uma variedade de tarefas que incluíam resumir textos e responder a perguntas.

## Aplicação
- O GPT-3, especificamente o modelo Codex, é a base do GitHub Copilot, um software de geração e conclusão de código que pode ser usado em vários editores de código e IDEs.
- O GPT-3 é usado em certos produtos da Microsoft para traduzir linguagem convencional em código formal de computador.[16]
- O GPT-3 foi usado por Andrew Mayne para o AI Writer,[17] que permite que as pessoas se correspondam como figuras históricas por e-mail.
- O GPT-3 foi usado por Jason Rohrer em um projeto de chatbot com tema retrô chamado "Project December", que é acessível online e permite que os usuários conversem com vários IAs usando a tecnologia GPT-3.[18]
- O GPT-3 foi usado pelo The Guardian para escrever um artigo sobre a IA ser inofensiva para os seres humanos. Ele foi alimentado com algumas ideias e produziu oito redações diferentes, que acabaram sendo fundidos em um artigo.[19]
- O GPT-3 foi usado no AI Dungeon, que gera jogos de aventura baseados em texto. Mais tarde, foi substituído por um modelo concorrente depois que a OpenAI mudou sua política em relação ao conteúdo gerado.[20]
- Um estudo de 2022 da Drexel University sugeriu que sistemas baseados em GPT-3 poderiam ser usados para rastrear sinais precoces da doença de Alzheimer.[21][22]
- Um estudo de 2023 da Universidade de Coimbra permitiu decifrar as capacidades do GPT-3 em gerar SPARQL queries para responder a perguntas através do conceito de Linked Data.[23]

## Controvérsia
A criadora do GPT-3, OpenAI, foi inicialmente fundada como uma organização sem fins lucrativos, em 2015. Em 2019, a OpenAI não lançou publicamente o modelo precursor da GPT-3, rompendo com as suas práticas anteriores de código aberto, se dizendo preocupada de que o modelo poderia gerar notícias falsas. A OpenAI chegou a lançar uma versão do GPT-2 que tinha 8% do tamanho do modelo original. No mesmo ano, a OpenAI se reestruturou para ser uma empresa com fins lucrativos. Em 2020, a Microsoft anunciou que a empresa tinha licenciamento exclusivo do GPT-3 para seus produtos e serviços após um investimento de bilhões de dólares na OpenAI. O acordo permite que a OpenAI ofereça uma API voltada ao público de forma que os usuários possam enviar texto ao GPT-3 para receber os resultados do uso do modelo, mas apenas a Microsoft terá acesso ao código-fonte do GPT-3.